# Sit venia verbo
Die lateinische Phrase sit venia verbo (wörtliche Übersetzung: „dem Worte sei Verzeihung“)  bedeutet „man verzeihe das Wort“, „entschuldigen Sie den Ausdruck“ oder „mit Verlaub gesagt“. Die Floskel wird als Einschub – bzw. Parenthese – verwendet. Man findet sie auch abgekürzt zu s. v. v. gemäß Duden.